# Luancos
Los luancos llamados así por Ptolomeo (también conocidos como largos) eran un pueblo celta prerromano que habitaba entre los ríos Támega y Túa, al norte del Duero en los territorios de las regiones actuales de Trás-os-Montes (Portugal) y Galicia (España). 
Un patriarca luanco quedó registrado en la Mitología griega como Lynko (Linceu). El nombre luanco les fue atribuido, posiblemente porque este pueblo se identificaba con los linces. Era un pueblo cazador y prefería vivir en altiplanos, lo que era común en el norte de Portugal. 